# DEB

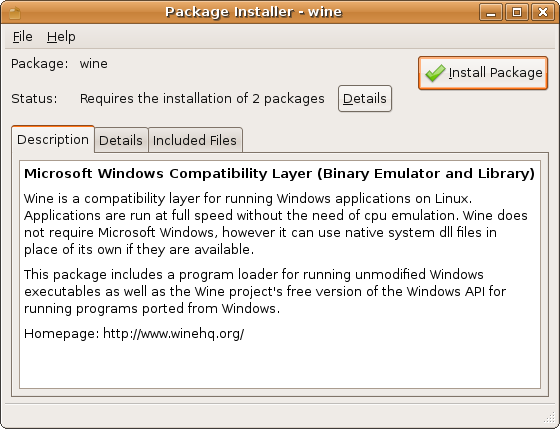
Gdebi

DEB és l'extensió dels paquets instal·ladors de programari. Igual que el terme Debian rep el nom del de la dona del fundador de Debian Ian Murdock, Debra Murdock.
El programa predeterminat per manejar aquests paquets és dpkg, generalment usant apt/aptitude encara que també hi ha interfícies gràfiques com Synaptic, PackageKit, Gdebi o al Centre de programari de l'Ubuntu (aquest últim sol per Ubuntu), des de la versió 3.0. És possible convertir un paquet deb a altres formats de paquet (com RPM), i viceversa, usant l'aplicació alien.

## Implementació
Els paquets de Debian són arxius estàndards d'Unix que inclouen dos arxius TAR comprimits en gzip, bzip2 o lzma: un d'ells que controla la informació i un l'altre conté les dades. El fitxer deb s'implementa en un fitxer ar. El deb està dividit en tres fitxers bàsics:
- debian-binary - número de versió del format del paquet deb
- control.tar.gz - la informació de tots els metapaquets
- data.tar.gz - els fitxers instal·lables